# Jordi Salvia i Cuadras
Jordi Isidre Salvia i Cuadras (Vilafranca del Penedès, 1980) és un periodista i polític català. Periodista i excap de premsa de la Candidatura d'Unitat Popular. A les eleccions al Parlament de Catalunya de 2017 fou escollit candidat per la Candidatura d'Unitat Popular.